# Stéphane Audran
Stéphane Audran (* 8. November 1932 in Versailles als Colette Suzanne Dacheville; † 27. März 2018 in Paris) war eine französische Schauspielerin.

## Leben und Karriere
Stéphane Audran, die als Schauspielerin in den 1950er Jahren am Theater debütiert hatte, wurde vor allem durch Filme ihres späteren Ehemanns Claude Chabrol bekannt. Ihr erster gemeinsamer Film war Schrei, wenn du kannst (1959), in dem sie nur eine kleine Rolle hatte, nachdem sie in ihrem Leinwanddebüt, Le jeu de la nuit (1957), bereits in einer Hauptrolle besetzt worden war. Sie wurde eine ständige Protagonistin des Nouvelle-Vague-Regisseurs und damit zu einer der bekanntesten französischen Schauspielerinnen. Meist war sie als unterkühlte, teils auch boshafte Frau besetzt, hinter deren distanziertem Äußeren sich oft ein Geheimnis verbarg. Nach kurzer Ehe mit dem Schauspieler Jean-Louis Trintignant war Stéphane Audran von 1964 bis 1980 mit Chabrol verheiratet. Aus der Ehe ging der Sohn Thomas Chabrol hervor, der ebenfalls Schauspieler wurde. Nach ihrer Scheidung blieben Audran und Chabrol beruflich einander verbunden; zuletzt spielte sie 1992 unter seiner Regie in dem Film Betty neben Marie Trintignant, der Tochter ihres ersten Ehemannes. Es war der 25. gemeinsame Film von Audran und Chabrol.
In Chabrols rabenschwarzer Thrillerkomödie Der Frauenmörder von Paris (1963), zu der Françoise Sagan das Drehbuch schrieb, spielte Audran Fernande Segret, das Beinahe-Opfer eines Frauenmörders. Der Filmhandlung liegt der authentische Fall des Serienmörders Henri Désiré Landru zugrunde. In Chabrols Filmdrama Zwei Freundinnen von 1968 verkörperte sie an der Seite von Jean-Louis Trintignant und Jacqueline Sassard die verwöhnte reiche Pariserin Frédérique, die die Pflastermalerin Why verführt und in ihre Villa an der Riviera einlädt. Als Why sich in den Architekten Paul verliebt, bahnt sich eine Katastrophe an. Für ihre Leistung in diesem Film wurde Audran auf der Berlinale 1968 mit dem Silbernen Bären geehrt. 1970 spielte Audran eine Hauptrolle in dem Thriller Der Schlachter, einer düsteren Parabel über den im Indochinakrieg traumatisierten Schlachter Paul Thomas, genannt „Popaul“ (Jean Yanne), der sich in die von Audran gespielte Lehrerin Hélène Daville verliebt. Audran wurde für diese Rolle für den British Academy Film Award in der Kategorie Beste Hauptdarstellerin nominiert.
Ein weiterer Höhepunkt ihres Filmschaffens war die Zusammenarbeit mit dem spanischen Regisseur Luis Buñuel. In seiner mehrfach ausgezeichneten surrealistischen Groteske Der diskrete Charme der Bourgeoisie (1972) spielte sie eine der Hauptfiguren neben Fernando Rey, Delphine Seyrig und Jean-Pierre Cassel – die Auszeichnung mit dem British Academy Film Award war der Lohn.
In Violette Nozière (1978) beleuchtete Chabrol anhand eines authentischen Falls die Abgründe, die sich hinter bürgerlichen Fassaden verbergen. Audran verkörperte in dem Film Germaine Nozière, die ehrgeizige Ehefrau von Baptiste Nozière (Jean Carmet), einem schwachen und allzu nachsichtigen Mann, der mit Frau und Tochter in einer schäbigen Mietwohnung in Paris lebt. Germaine versucht ihre Tochter Violette, gespielt von Isabelle Huppert, zu einer anständigen jungen Dame zu erziehen, ohne zu ahnen, was die 17-Jährige wirklich treibt, wenn sie sich nachts aus dem Haus schleicht. Als Anerkennung für ihre Leistung erhielt Audran den französischen Filmpreis César in der Kategorie Beste Nebendarstellerin.
Gelegentlich trat sie auch in englischsprachigen Filmen auf, beispielsweise in der Agatha-Christie-Verfilmung Ein Unbekannter rechnet ab und der Filmkomödie The Black Bird nach Dashiell Hammett.
In der dänisch-schwedisch-französischen Koproduktion Babettes Fest (1987) nach einer Novelle der dänischen Schriftstellerin Karen Blixen spielte Audran die Titelrolle der Babette Harsant. Der Filmkritiker Andreas Kilb schrieb in Die Zeit über Audrans Leistung, den ganzen Film über habe sie „diese Angst und Unruhe des Nichtzuhauseseins in den Augen, die nur ganz wenige spielen können“. Der Film wurde bei der Oscarverleihung 1988 in der Kategorie Bester fremdsprachiger Film mit einem Oscar ausgezeichnet. Audran war zudem als beste Hauptdarstellerin erneut für den British Academy Film Award nominiert und erhielt den dänischen Filmpreis Robert. Neben weiteren zahlreichen Auszeichnungen wurde der Film auch in die Filmliste des Vatikans aufgenommen, die 45 Filme umfasst, die aus der Sicht des Heiligen Stuhls besonders empfehlenswert sind.
Ab den 1990er-Jahren stand Audran seltener vor der Kamera. Zuletzt war sie 2008 in Das Mädchen aus Monaco zu sehen. Sie starb im März 2018 im Alter von 85 Jahren.

## Filmografie (Auswahl)
- 1957: Le jeu de la nuit
- 1958: Zyankali (La bonne tisane)
- 1958: Montparnasse 19 (Les amants de Montparnasse)
- 1959: Schrei, wenn du kannst (Les cousins)
- 1960: Die Unbefriedigten (Les Bonnes Femmes)
- 1962: Das Auge des Bösen (L’œil du malin)
- 1963: Der Frauenmörder von Paris (Landru)
- 1965: M. C. contra Dr. Kha (Marie-Chantal contre le docteur Kha)
- 1967: Champagner-Mörder (Le scandale)
- 1968: Zwei Freundinnen (Les biches)
- 1969: Die untreue Frau (La femme infidèle)
- 1970: Der Schlachter (Le boucher)
- 1970: Der Riß (La rupture)
- 1970: Die Dame im Auto mit Brille und Gewehr (La dame dans l’auto avec des lunettes et un fusil)
- 1970: Der Mann mit der Torpedohaut (La peau de torpédo)
- 1971: Vor Einbruch der Nacht (Juste avant la nuit)
- 1971: Neun im Fadenkreuz (Sans mobile apparent)
- 1972: Der diskrete Charme der Bourgeoisie (Le charme discret de la bourgeoisie)
- 1973: Blutige Hochzeit (Les noces rouges)
- 1973: Tatort: Tote Taube in der Beethovenstraße (Fernsehfilm)
- 1973: B. muß sterben (Hay que matar a B.)
- 1974: Ein Unbekannter rechnet ab (And Then There Were None)
- 1974: Vincent, François, Paul und die anderen (Vincent, François, Paul … et les autres)
- 1976: Die verrückten Reichen (Folies bourgeoises)
- 1977: Der Fall Serrano (Mort d’un pourri)
- 1977: Des Teufels Advokat
- 1978: Blutsverwandte (Les liens du sang)
- 1978: Violette Nozière
- 1979: Adlerflügel (Eagle’s Wing)
- 1980: The Big Red One
- 1981: Der Saustall (Coup de torchon)
- 1981: Wiedersehen mit Brideshead (Brideshead Revisited, Fernseh-Miniserie)
- 1982: Der Schock (Le Choc)
- 1982: Die Wahlverwandtschaften (Fernsehfilm)
- 1983: Das Auge (Mortelle randonnée)
- 1984: Das Blut der Anderen (Le sang des autres)
- 1985: Hühnchen in Essig (Poulet au vinaigre)
- 1985: Ein Käfig voller Narren – Jetzt wird geheiratet (La cage aux folles III – Elles se marient)
- 1987: Babettes Fest (Babettes gæstebud)
- 1988: Faceless (Les prédateurs de la nuit)
- 1992: Betty
- 1996: Maximum Risk (Maximum risk)
- 1999: Meine schöne Schwiegermutter (Belle maman)
- 2000: Le pique-nique de Lulu Kreutz
- 2008: Das Mädchen aus Monaco (La fille de Monaco)

## Auszeichnungen (Auswahl)

### Ehrungen
- 1986: Ritter der Ehrenlegion[4]
- 1988: Ritter des Dannebrogordens[4]
- 1990: Offizier des Ordre national du Mérite[4]
- 1997: Kommandeur des Ordre des Arts et des Lettres[5]

### Filmpreise
- 1968: Silberner Bär bei den Internationalen Filmfestspielen Berlin als beste Darstellerin für Zwei Freundinnen
- 1970: Preis des Festival Internacional de Cine de Donostia-San Sebastián für Der Schlachter
- 1974: BAFTA Award in der Kategorie Beste Hauptdarstellerin für Der diskrete Charme der Bourgeoisie und Vor Einbruch der Nacht
- 1979: César in der Kategorie Beste Nebendarstellerin für Violette Nozière
- 1988: Robert in der Kategorie Beste Hauptdarstellerin für Babettes Fest
- 1988: Nastro d’Argento in der Kategorie Beste ausländische Darstellerin für Babettes Fest
- 1989: Darsteller des Jahres bei den London Critics Circle Film Awards für Babettes Fest